# Torrent Project
The Torrent Project eller Torrent Search Project är en Bittorrent-sökmotor för torrentfiler. På webbsidan kan man hitta trackersajter som The Pirate Bay,  ExtraTorrent och 1337x. Sidan är lik den tidigare sökmotorn Torrentz, som nu är nedstängd.